# Grubbe (niederländisch-westfälisches Adelsgeschlecht)

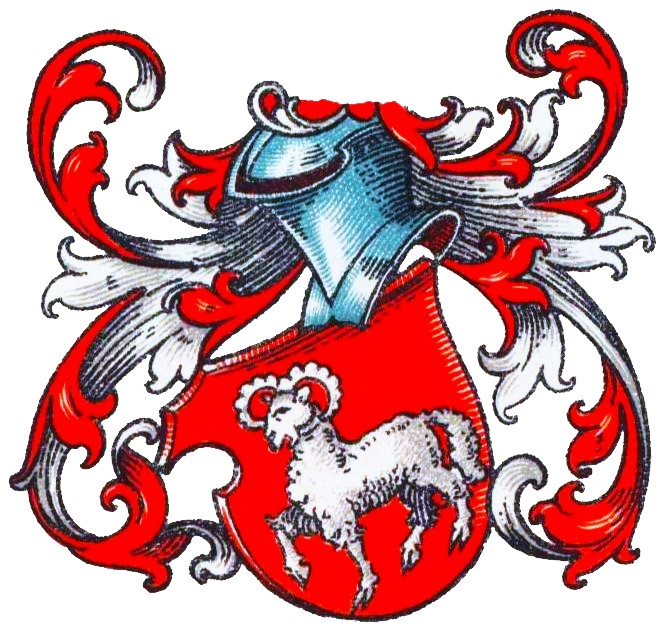
Wappen derer von Grubbe im Wappenbuch des Westfälischen Adels

Grubbe ist der Name eines niederländisch-westfälischen Adelsgeschlechts.
Die Familie ist zu unterscheiden von dem namensgleichen, aber wappenverschiedenen nichtverwandten dänischen Adelsgeschlecht Grubbe.

## Geschichte

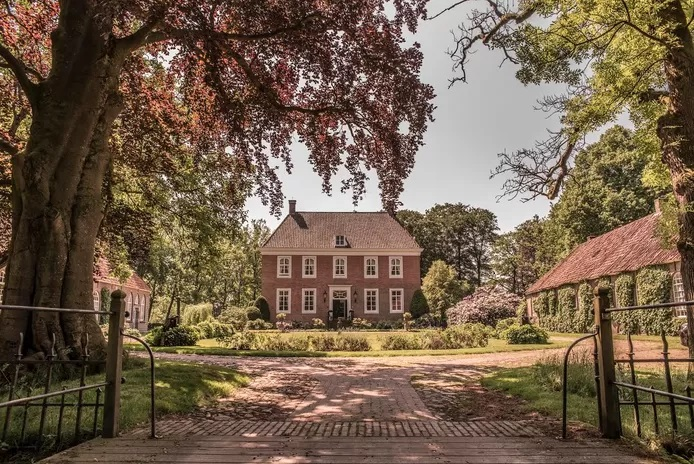
Haus Herinckhave (2020) in Tubbergen

Das Geschlecht gehörte zu den münsterischen Lehnsträgern und erscheint bereits 1326 mit dem Knappen Arnold Grubbe. Besitz hatte es auch in den heutigen Niederlanden. So z. B. Haus Herinckhave (Heringhoff) in Tubbergen, das durch die Heirat von Hadewich van Fleringen mit Arend Grubbe (urkundl. bis 1408) um 1385 in die Familie Grubbe kam. Dessen Sohn Hermann I. Grubbe (urkundl. ab 1394, † 1460) wurde 1415 vom Bischof von Utrecht mit dem Gut Herinckhave belehnt. Danach ging das Gut als väterliches Erbe von Hermann I. auf dessen Sohn Arend Grubbe (urkundl. bis 1501, 1503†; verheiratet mit einer Hadewich (urkundl. bis 1510)) über. Weitere Kinder Hermanns waren Johann († 1497) und Aleid. Danach ging Gut Herinckhave weiter an Arends Sohn Hermann II. Grubbe (urkundl. ab 1503, 1531 Ritter), sowie an dessen Sohn Hermann III. Grubbe, verheiratet mit Johanna van Warmelo. Hermann II. hatte einen Bruder namens Johann, Hermann III. eine Schwester namens Arendje. Hermann III., seine Ehefrau und fünf ihrer Kinder starben kurz nach 1601 an der Pest.
Ein Arnold Grubbe († 1615) war von 1599 bis zu seinem Tod Konventuale im Stift Varlar. Ab 1607 war er dort Propst. Swieder Grubbe war 1639 Richter der Ritterschaft und Städte der Provinz Overijssel der Herrlichkeit Haaksbergen. Anna Maria von Grubbe war 1670 und noch 1675 Seniorin (seniorissa) im Stift Wietmarschen.
1634 heiratete der katholische Hermann Goosen Grubbe zu Herinckhave Sophia von Besten, die sich später dem reformierten Glauben zuwandte. Dadurch kam es zum Streit um die Erziehung der Kinder und schließlich zur staatlich genehmigten Scheidung. In der nächsten Generation fiel der größte Teil von Gut Herinckhave an den katholisch gebliebenen Goosen Palick Grubbe, der Sophia Aleid von Moerbeck heiratete. Aus der Ehe überlebten nur zwei Töchter. Die Ältere, Johanna Maria Antonia von Grubbe (1690–1740), war zunächst Äbtissin des Klosters Bocholt (Weißes Stift), das sie dann jedoch wieder verließ, um 1723 als Erbtochter den Hauptmann Friedrich Christian von Bönninghausen (1692–1771) zu heiraten. Die Eheleute hatten drei gemeinsame Kinder. Nachdem Johanna Maria Antonia von Grubbe 1740 verstorben war, heiratete Witwer Friedrich Christian von Bönninghausen in zweiter Ehe Elisabeth Johann Franziska von Dorgelo. Johann Maria Antonia von Grubbe hatte neben Gut Herinckhave die Häuser Bromstede und Marpe in die Ehe eingebracht, die nach ihrem Tod den gemeinsamen drei Kindern verblieben.

## Wappen
Blasonierung: In Rot ein silberner rechtsschreitender Widder. Die Helmdecken sind rot-silbern. Die Helmzier ist nicht bekannt.
Mit diesem Wappen siegelt 1411 Heinrich Grubbe. Sein Vater Arnd Grubbe jedoch siegelte mit drei balkenweise gestellten Adlern, darunter ein Helm mit Federbusch. Hermann Grubbe siegelte 1460 ebenfalls mit dem Widder.

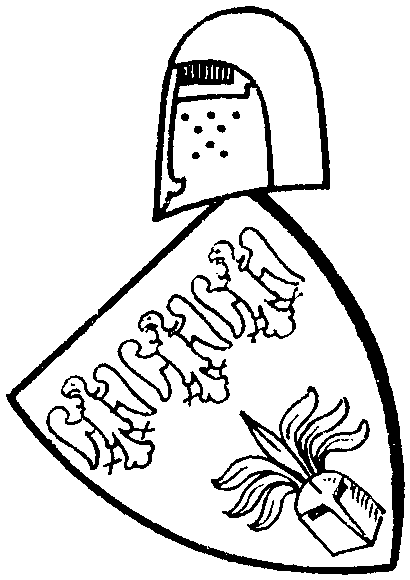
Wappen des Arnd Grubbe im Wappenbuch des Westfälischen Adels